# Il Presidente (Simenon)
Il Presidente è un romanzo di Georges Simenon, scritto tra l'8 e il 14 ottobre 1957 e pubblicato nel 1958 da Presses de la Cité. La prima traduzione in italiano è di Roberto Cantini, per Mondadori nel 1960 (collana "BEM" n° 130), cui segue quella di Luciana Cisbani per Adelphi ("Biblioteca Adelphi" n° 512), nel 2007. Il romanzo è incluso nella raccolta Romans II, a cura di Jacques Dubois e Benoît Denis, "Bibliothèque de la Pléiade", Gallimard, Paris 2003 (a sua volta tradotto in Romanzi, volume II, "La Nave Argo", Adelphi, 2010).
Pierre Assouline sostiene che tramite questo romanzo, Simenon abbia voluto fare un disegno della corruzione, dei ricatti e dei conflitti d'interesse della quarta Repubblica francese e di essersi ispirato alle figure di Georges Clemenceau e in parte di Aristide Briand.

## Trama
Émile Beaufort è "il presidente", protagonista del romanzo. È stato uno dei "Cinque Grandi" che hanno governato il mondo nei decenni precedenti ed è già entrato nella leggenda e nei libri di storia, ma ormai vecchio e malmesso in salute, reduce da un ictus che gli ha compromesso la deambulazione, trascorre le sue giornate ritirato nella residenza "Les Ébergues", che gli è stata messa a disposizione dal governo, con il personale che lo accudisce, perché a differenza di quasi tutti i politici non si è per nulla arricchito avendo fatto della integrità e del dovere verso lo Stato la sua unica ragione di vita.
Ambiva a diventare Presidente della Repubblica ma non c'era riuscito e perciò si era ritirato sdegnosamente dalla vita pubblica con la quale ha ormai notizie solo attraverso i giornali e i notiziari della radio. È accudito da una segretaria, da una cuoca e da un autista che lo riveriscono e temono e che lui comanda a bacchetta, solo l'infermiera sembra non essere intimorita dalla celebrità. Di carattere non facile, astioso, freddo, cinico, orgoglioso, irritabile e ancora pieno di sé, il presidente, ormai ex-presidente del Consiglio dei ministri e a sua volta più volte ministro, vive soprattutto di ricordi.
Periodicamente, riceve la telefonata di un ex compagno di classe, tale Xavier Malate, che serba rancore per una raccomandazione che molti anni prima il presidente gli aveva negato. "L'ho giurato, verrò al tuo funerale" proclamava minaccioso ogni volta, e poi riappende.
L'ultima telefonata gli è stata fatta quella mattina da un ospedale dove Xavier era stato ricoverato in attesa d'essere operato.
Ogni tanto un giornalista riusciva a essere ammesso alla sua presenza e dalle dichiarazioni lasciava trapelare che era intento a scrivere una "vera" autobiografia, ben diversa dalle biografie ufficiali, con molti dettagli mai rivelati.
La cosa ha qualche fondamento. In verità è intento sì a scrivere dei resoconti, ma in modo non organico: sono piuttosto note, commenti che riguardano singoli personaggi. Scrive queste note a margine di una propria biografia in inglese o su dei fogli che poi metodicamente inserisce all'interno dei molti libri della biblioteca. È certo che qualcuno stia cercando di impadronisrsi di questi manoscritti, perché ha escogitato un sistema per verificare se i libri vengono aperti ma non ha ancora capito chi della casa possa essere la "talpa". Forse uno dei poliziotti che a turno sorvegliano la casa.
La nazione sta attraversando una grave crisi politica e dal notiziario serale apprende che viene affidato l'incarico di formare un governo in grado di ridare stabilità al paese a Philippe Chalamont, il quale si è riservato di prendere tempo per decidere. La notizia fa sobbalzare il vecchio presidente, tanto da indurlo a esagerare nella dose d'una medicina che prende per tenere sotto controllo il cuore e la pressione. Chalamont da giovane era stato suo segretario particolare e ne era stato seguito nella carriera politica, facendosi accompagnare in tutte le riunioni, anche quelle più riservate. Alcuni giorni dopo un incontro particolare, per esempio, in cui era stata decisa una delicata manovra finanziaria che doveva essere tenuta segreta fino al momento della comunicazione ufficiale, la borsa aveva fatto registrare manovre speculative che avevano di fatto reso inefficaci i provvedimenti del governo, ma avevano arricchito enormemente gli speculatori. Al "presidente" era bastato poco per capire chi avesse passato la notizia e a chi, e aveva costretto Chalamont a scrivere di suo pugno una lettera in cui ammetteva il fatto: lettera che lui conserva inserita in uno dei libri che periodicamente controlla.
Alcune settimane la vicenda della speculazione in borsa, quando Chalamont venne "licenziato" nessuno, tranne i due interessati rivelò niente, e Chalamont proseguì la sua carriera politica formando un proprio gruppo. Anni dopo, intervistato sulle possibilità che il suo ex-segretario potesse diventare primo ministro aveva affermato: "Mai, fin quando sarò vivo io" e aveva aggiunto: "E neanche da morto". Più volte direttamente e indirettamente Chalamont aveva cercato di spiegarsi e giustificarsi con lui, ma il presidente era stato irremovibile. Con la lettera-dichiarazione Émile Beaufort pensa di tenere in pugno quello che per lui è diventato non tanto un nemico quanto un individuo spregevole e si aspetta di vederlo comparire supplicante alla porta. Intorpidito dai farmaci si corica, nonostante la quasi certezza di una visita.
L'indomani, rimessosi, chiede alla segretaria di telefonare all'ospedale per avere, discretamente, notizie di Malate. L'ex compagno non ha retto all'operazione ed è morto. La profezia non si è dunque avverata, ma la notizia lo lascia quasi indifferente. Ciò che lo destabilizza è il fatto di apprendere dalla radio che Chalamont ha accettato di formare il governo. Questa mossa inaspettata lo lascia attonito. Tutto il suo castello di certezze e pregiudizi si sgretola. Improvvisamente vede le cose sotto un'altra luce, tanto che insieme alla segretaria comincia a prelevare dai libri tutti i manoscritti per bruciarli. Intuisce che la segretaria ne è a conoscenza, anzi che praticamente tutti i propri manoscritti erano già stati da lei trovati, fotocopiati e consegnati ai servizi segreti su loro specifica richiesta. Anche l'infermiera e il fedele autista riferivano ogni sua mossa. Émile Beaufort si arrende rassegnato dunque alla condizione di vecchio come una candela che si consuma.

## Temi del romanzo
Che cosa resta del potere quando si diventa anziani? Di una vita passata al servizio dello "Stato" che ha saputo creare solo relazioni formali e nessun affetto? Rimangono i ricordi, le memorie, la vanità, gli strumenti di ricatto. Ma se anche questi perdono di significato? Allora bisogna accettare la propria condizione di essere debole e bisognoso degli altri e riconsiderare le vicende della vita sotto un'altra luce.

## Stile
Il romanzo è scritto con uno stile che mescola magistralmente il punto di vista soggettivo e quello oggettivo, come se il narrante fosse contemporaneamente un io riflessivo del protagonista - che pensa, ricorda, ipotizza, giudica - e un osservatore che commenta e descrive dall'esterno, ma non abbandona mai la visuale propria del personaggio. La narrazione degli eventi abbraccia un arco temporale di circa trentasei ore.

## Edizioni
- (FR) Georges Simenon, Le President, Parigi, Presses de la Cité, 1958.
- Georges Simenon, Il Presidente, collana "Biblioteca Adelphi" n° 512, Milano, Adelphi, 2007.

## Cinema
Del romanzo è stato tratto nel 1961 un adattamento cinematografico dal regista Henri Verneuil con l'attore Jean Gabin nel ruolo del Presidente e Bernard Blier in quello di Philippe Chalamont.